# Meru (Kenya)
Meru è una città del Kenya, capoluogo dell'omonima contea.

## Posizione
Meru sorge lungo il fiume Kathita, sulle pendici nordorientali del Monte Kenya. È posta circa otto chilometri a nord dell'equatore, a circa 1500 metri di quota, in un'area caratterizzata da una molteplicità di ambienti: foreste, radure, piccole città, villaggi e fattorie. 
La città è raggiungibile su strada asfaltata sia da sud, attraverso Embu e costeggiando le pendici orientali del Monte Kenya, che da nord, attraverso Nanyuki e Timau lungo le pendici nordoccidentali del monte. 
Il Distretto di Meru è inoltre un punto strategico per raggiungere le vicine riserve naturali Samburu, Buffalo Spring, Lewa Downs e per il Parco nazionale di Meru.

## Economia
La città di Meru è un importante centro per l'economia, l'agricoltura e l'istruzione del Kenya nordorientale. Vi si trovano banche e hotel, mercati e stazioni di trasporti. Nel distretto sono diffuse le coltivazioni del caffè, del tè, dei fagiolini, nonché l'allevamento del bestiame e la raccolta di legname. Per quel che riguarda le scuole, vi si trovano istituti primari e secondari, tra cui due delle più prestigiose scuole del Kenya, la Meru High School e la Kaaga Girls School.
È un'importante area di produzione del caffè. Il raccolto viene effettuato due volte all'anno, in corrispondenza delle stagioni piovose, ma quello principale avviene in tempi differenti rispetto al resto della nazione a causa delle diverse condizioni climatiche dell'area a nord delle pendici del Monte Kenya e della catena montuosa del Nyambene. Le piantagioni sono tutte ad alta quota, su suoli vulcanici.
Meru è inoltre la principale area di coltivazione della Miraa del Kenya. Molti coltivatori la preferiscono poiché economicamente più vantaggiosa.

## Cultura
All'interno della città si trova il Meru National Museum.

## Società

### Evoluzione demografica
Secondo una statistica effettuata nel 1999 dal Kenya National Bureau of Statistics, nella città di Meru risiedono 42 677 abitanti (censiti nel 1999 ).
La sua popolazione appartiene principalmente alla tribù dei Meru.